# 小松町 (山形県)
小松町（こまつまち）は山形県東置賜郡にあった町。現在の川西町中心部にあたる。本項では町制前の名称である小松村（こまつむら）についても述べる。

## 地理
- 山：眺山、高戸屋山
- 河川：黒川

## 歴史
- 1889年（明治22年）4月1日 - 町村制の施行により、上小松村、中小松村の区域をもって小松村が発足。
- 1890年（明治23年）10月22日 - 小松村が町制施行して小松町となる。
- 1955年（昭和30年）1月1日 - 中郡村、犬川村、大塚村、南置賜郡玉庭村と合併して川西町が発足。同日小松町廃止。

## 交通

### 鉄道路線
- 日本国有鉄道
  - 米坂線
    - 羽前小松駅

### 道路
- 長井街道（現・国道287号）